# Frank Holzke
Frank Holzke (ur. 8 lipca 1971 w Kolonii) – niemiecki szachista, arcymistrz od 2008 roku.

## Kariera szachowa
Pierwszy szachowy sukces odniósł w 1987 r. w Bünde, gdzie zdobył tytuł mistrza Republiki Federalnej Niemiec juniorów do 17 lat. W 1991 r., w barwach klubu SG Porz, zdobył złoty medal drużynowych mistrzostw Niemiec juniorów. Do jego sukcesów w następnych latach należą m.in.:
- III m. w Göteborgu (1993, za Erikiem Jellingiem(inne języki) i Mirosławem Grabarczykiem),
- dz. I m. w Balatonbereny (1997, wspólnie z Zoltanem Vargą i Friedrichem Volkmannem(inne języki)),
- dz. I m. w Senden (1998, wspólnie z Danielem Fridmanem),
- dz. II m. w Bernie (2001, za Florianem Jenni),
- dz. III m. w Gausdal (2006, za Kjetilem Lie i Tigerem Hillarpem Perssonem, wspólnie z m.in. Feliksem Lewinem, Ralfem Akessonem i Normundsem Miezisem),
- dz. III m. w Bad Wiessee (2007, za Nicatem Məmmədovem i Mircea Parligrasem, wspólnie z m.in. Jewgienijem Postnym, Olegiem Korniejewem, Igorem Chenkinem i Klausem Bischoffem,
- I m. w Wijk aan Zee (2008, jeden z turniejów pobocznych festiwalu Corus),
- dz. II m. w Samnaun (2008, za Michaiłem Ułybinem, wspólnie z m.in. Danielem Gormallym, Simonem Williamsem i Thomasem Pähtzem).

Uwaga: Lista sukcesów niekompletna (do uzupełnienia od 2009 roku).
Najwyższy ranking w dotychczasowej karierze osiągnął 1 lipca 2009 r., z wynikiem 2526 punktów zajmował wówczas 28. miejsce wśród niemieckich szachistów.

## Praca zawodowa
Z wykształcenia jest prawnikiem, posiada naukowy stopień doktora, pracuje w sądzie administracyjnym w Düsseldorfie.